# Kakkonen 2025
La Kakkonen 2025 è la seconda edizione del campionato come quarta serie (fino al 2023 terza serie) del campionato finlandese di calcio.

## Stagione

### Novità
- Promosse dalla Kolmonen 2024
  - HaPK
  - PuiU
  - HPS
  - MuSa
  - VPS Akatemia
  - OsPa
- Retrocesse dalla Ykkönen 2024
  - FCV
  - VIFK

### Formula
Il campionato è diviso in tre gironi da 10 squadre che si affrontano in un girone all'italiana, con partite di andata e ritorno, per un totale di 18 giornate. Le prime sei classificate di ogni girone si qualificano al girone promozione. Le due migliori squadre di ogni girone promozione e le due migliori terze disputeranno i playoff per l'Ykkönen, dove due squadre verranno promosse. Il resto delle squadre si qualifica al girone di salvezza, dove le ultime 2 squadre di ogni girone vengono retrocesse in Kolmonen.

## Squadre partecipanti

### Girone A
| Club   | Città        | Stadio                      | Stagione precedente    |
| ------ | ------------ | --------------------------- | ---------------------- |
| GrIFK  | Kauniainen   | Kauniaisten keskuskenttä    | 5º in Kakkonen A       |
| HaPK   | Hamina       | Haminan urheilukenttä       | 1° in Kolmonen Est - B |
| Honka  | Espoo        | Tapiolan Urheilupuisto      | 8º in Kakkonen B       |
| JPS    | Jyväskylä    | Viitaniemen kenttä          | 8° in Kakkonen C       |
| Reipas | Lahti        | Kisapuiston Tekonurmi       | 1° in Kakkonen A       |
| MyPa   | Kouvola      | Saviniemen jalkpallostadion | 7° in Kakkonen A       |
| PEPO   | Lappeenranta | Kimpisen Stadion            | 6° in Kakkonen A       |
| PuiU   | Helsinki     | Puistolan liikuntapuisto    | 1° in Kolmonen Sud - C |
| FCV    | Jyväskylä    | Panda Areena                | 12° in Ykkönen         |
| VJS    | Vantaa       | Myyrmäen Jalkapallostadion  | 4º in Kakkonen B       |

### Girone B
| Club              | Città       | Stadio                   | Stagione precedente      |
| ----------------- | ----------- | ------------------------ | ------------------------ |
| Atlantis/Akatemia | Helsinki    | Pukinmäen liikuntapuisto | 3° in Kakkonen A         |
| Kiffen            | Helsinki    | Töölön Pallokenttä       | 2° in Kakkonen A         |
| HPS               | Helsinki    | Briotech Areena          | 1° in Kolmonen Sud - B   |
| HJS               | Hämeenlinna | Pullerin Kenttä          | 2º in Kakkonen B         |
| Ilves/2           | Tampere     | Tammelan stadion         | 7° in Kakkonen B         |
| MuSa              | Pori        | Musan kenttä             | 1° in Kolmonen Ovest - A |
| NJS               | Nurmijärvi  | Klaukkalan urheilualue   | 4° in Kakkonen A         |
| Pallo-Iirot       | Rauma       | Äijänsuon Stadion        | 6° in Kakkonen B         |
| PPJ               | Helsinki    | Jätkäsaaren tekonurmi    | 8º in Kakkonen A         |
| TPV               | Tampere     | Tammelan Stadion         | 5° in Kakkonen B         |

### Girone C
| Club            | Città     | Stadio                        | Stagione precedente      |
| --------------- | --------- | ----------------------------- | ------------------------ |
| GBK             | Kokkola   | Kokkolan Keskuskenttä         | 1° in Kakkonen C         |
| Närpes Kraft    | Närpes    | Mosedal                       | 4º in Kakkonen C         |
| JBK             | Jakobstad | Pietarsaaren keskuskenttä     | 2° in Kakkonen C         |
| Hercules        | Oulu      | Castrenin kenttä              | 7° in Kakkonen C         |
| Kuopion Elo     | Kuopio    | Väre Areena                   | 6° in Kakkonen C         |
| OsPa            | Oulu      | Castrenin kenttä              | 1º in Kolmonen Nord      |
| SJK/Akatemia II | Seinäjoki | OmaSP Stadion                 | 3° in Kakkonen C         |
| TP-47           | Tornio    | Pohjan Stadion                | 5º in Kakkonen C         |
| VPS/Akatemia    | Vaasa     | Hietalahden jalkapallostadion | 1º in Kolmonen Ovest - C |
| VIFK            | Vaasa     | Kamratvallen                  | 11° in Ykkönen           |

## Campionato

### Girone A
|  | Pos. | Squadra      | Pt | G  | V  | N | P  | GF | GS | DR  |
|  | ---- | ------------ | -- | -- | -- | - | -- | -- | -- | --- |
|  | 1.   | Honka        | 49 | 18 | 16 | 1 | 1  | 79 | 13 | +66 |
|  | 2.   | VJS          | 42 | 18 | 13 | 3 | 2  | 54 | 17 | +37 |
|  | 3.   | PuiU         | 31 | 18 | 10 | 1 | 7  | 32 | 26 | +6  |
|  | 4.   | PEPO         | 29 | 18 | 9  | 2 | 7  | 31 | 29 | +2  |
|  | 5.   | MyPa         | 27 | 18 | 8  | 3 | 7  | 46 | 39 | +7  |
|  | 6.   | GrIFK        | 25 | 18 | 7  | 4 | 8  | 37 | 36 | +1  |
|  | 7.   | Reipas Lahti | 23 | 18 | 7  | 2 | 9  | 41 | 43 | -2  |
|  | 8.   | FCV          | 22 | 18 | 7  | 1 | 10 | 37 | 41 | -4  |
|  | 9.   | HaPK         | 6  | 18 | 1  | 3 | 14 | 13 | 67 | -54 |
|  | 10.  | JPS          | 5  | 18 | 1  | 2 | 15 | 18 | 77 | -59 |

Legenda:
      Ammessa al Girone per la promozione.
      Ammessa al Girone per la salvezza.
Note:
Tre punti a vittoria, uno a pareggio, zero a sconfitta.

### Girone B
|  | Pos. | Squadra           | Pt | G  | V  | N | P  | GF | GS | DR  |
|  | ---- | ----------------- | -- | -- | -- | - | -- | -- | -- | --- |
|  | 1.   | TPV               | 41 | 18 | 13 | 2 | 3  | 53 | 22 | +31 |
|  | 2.   | Ilves/2           | 40 | 18 | 12 | 4 | 2  | 45 | 22 | +23 |
|  | 3.   | HJS               | 32 | 18 | 9  | 5 | 4  | 39 | 26 | +13 |
|  | 4.   | Kiffen            | 28 | 18 | 9  | 1 | 8  | 35 | 27 | +8  |
|  | 5.   | Pallo-Iirot       | 27 | 18 | 8  | 3 | 7  | 34 | 24 | +10 |
|  | 6.   | HPS               | 23 | 18 | 7  | 2 | 9  | 23 | 29 | -6  |
|  | 7.   | MuSa              | 21 | 18 | 6  | 3 | 9  | 34 | 39 | -5  |
|  | 8.   | PPJ               | 20 | 18 | 6  | 2 | 10 | 38 | 37 | +1  |
|  | 9.   | NJS               | 18 | 18 | 4  | 6 | 8  | 28 | 40 | -12 |
|  | 10.  | Atlantis/Akatemia | 5  | 18 | 1  | 2 | 15 | 17 | 80 | -63 |

Legenda:
      Ammessa al Girone per la promozione.
      Ammessa al Girone per la salvezza.
Note:
Tre punti a vittoria, uno a pareggio, zero a sconfitta.

### Girone C
|  | Pos. | Squadra        | Pt | G  | V  | N | P  | GF | GS | DR  |
|  | ---- | -------------- | -- | -- | -- | - | -- | -- | -- | --- |
|  | 1.   | VPS Akatemia   | 33 | 16 | 10 | 3 | 3  | 47 | 17 | +30 |
|  | 2.   | GBK            | 32 | 16 | 10 | 2 | 4  | 33 | 31 | +2  |
|  | 3.   | JBK            | 31 | 16 | 10 | 1 | 5  | 28 | 21 | +7  |
|  | 4.   | TP-47          | 29 | 16 | 9  | 2 | 5  | 38 | 44 | -6  |
|  | 5.   | OsPa           | 28 | 16 | 9  | 1 | 6  | 50 | 32 | +18 |
|  | 6.   | SJK Akatemia/2 | 21 | 16 | 8  | 0 | 8  | 45 | 35 | +10 |
|  | 7.   | Hercules       | 12 | 16 | 4  | 0 | 12 | 26 | 53 | -27 |
|  | 8.   | Närpes Kraft   | 11 | 16 | 3  | 2 | 11 | 25 | 37 | -12 |
|  | 9.   | VIFK           | 9  | 16 | 2  | 3 | 11 | 27 | 49 | -22 |
|  | 10.  | Kuopion Elo    | 0  | 0  | 0  | 0 | 0  | 0  | 0  | 0   |

Legenda:
      Ammessa al Girone per la promozione.
      Ammessa al Girone per la salvezza.
Note:
Tre punti a vittoria, uno a pareggio, zero a sconfitta.

## Gironi per la promozione

### Gruppo A
|  | Pos. | Squadra | Pt | G  | V  | N | P | GF | GS | DR  |
|  | ---- | ------- | -- | -- | -- | - | - | -- | -- | --- |
|  | 1.   | Honka   | 49 | 18 | 16 | 1 | 1 | 79 | 13 | +66 |
|  | 2.   | VJS     | 42 | 18 | 13 | 3 | 2 | 54 | 18 | +36 |
|  | 3.   | PuiU    | 31 | 18 | 10 | 1 | 7 | 32 | 26 | +6  |
|  | 4.   | PEPO    | 29 | 18 | 9  | 2 | 7 | 31 | 29 | +2  |
|  | 5.   | MyPa    | 27 | 18 | 8  | 3 | 7 | 47 | 39 | +8  |
|  | 6.   | GrIFK   | 25 | 18 | 7  | 4 | 7 | 37 | 36 | +1  |

Legenda:
 Ammessa ai Play-off
Note:
Tre punti a vittoria, uno a pareggio, zero a sconfitta.

### Gruppo B
|  | Pos. | Squadra     | Pt | G  | V  | N | P | GF | GS | DR  |
|  | ---- | ----------- | -- | -- | -- | - | - | -- | -- | --- |
|  | 1.   | TPV         | 41 | 18 | 13 | 2 | 3 | 53 | 22 | +31 |
|  | 2.   | Ilves/2     | 40 | 18 | 12 | 4 | 2 | 45 | 22 | +23 |
|  | 3.   | HJS         | 32 | 18 | 9  | 5 | 4 | 39 | 26 | +13 |
|  | 4.   | Kiffen      | 28 | 18 | 9  | 1 | 8 | 35 | 27 | +8  |
|  | 5.   | Pallo-Iirot | 27 | 18 | 8  | 3 | 7 | 34 | 24 | +10 |
|  | 6.   | HPS         | 23 | 18 | 7  | 2 | 9 | 23 | 29 | -6  |

Legenda:
 Ammessa ai Play-off
Note:
Tre punti a vittoria, uno a pareggio, zero a sconfitta.

### Gruppo C
|  | Pos. | Squadra        | Pt | G  | V  | N | P | GF | GS | DR  |
|  | ---- | -------------- | -- | -- | -- | - | - | -- | -- | --- |
|  | 1.   | VPS Akatemia   | 33 | 16 | 10 | 3 | 3 | 47 | 17 | +30 |
|  | 2.   | GBK            | 32 | 16 | 10 | 2 | 4 | 33 | 31 | +2  |
|  | 3.   | JBK            | 31 | 16 | 10 | 1 | 5 | 28 | 21 | +7  |
|  | 4.   | TP-47          | 29 | 16 | 9  | 2 | 5 | 38 | 44 | -6  |
|  | 5.   | OsPa           | 28 | 16 | 9  | 1 | 6 | 50 | 32 | +18 |
|  | 6.   | SJK Akatemia/2 | 24 | 16 | 8  | 0 | 8 | 45 | 35 | +10 |

Legenda:
 Ammessa ai Play-off
Note:
Tre punti a vittoria, uno a pareggio, zero a sconfitta.

## Gironi per la salvezza
Le squadre mantengono i punti conquistati nella stagione regolare.

### Gruppo A
|  | Pos. | Squadra      | Pt | G  | V | N | P  | GF | GS | DR  |
|  | ---- | ------------ | -- | -- | - | - | -- | -- | -- | --- |
|  | 7.   | Reipas Lahti | 23 | 18 | 7 | 3 | 9  | 41 | 43 | -2  |
|  | 8.   | FCV          | 22 | 18 | 7 | 1 | 10 | 37 | 41 | -4  |
|  | 9.   | HaPK         | 6  | 18 | 1 | 3 | 14 | 13 | 67 | -54 |
|  | 10.  | JPS          | 5  | 18 | 1 | 2 | 15 | 18 | 77 | -59 |

Legenda:
      Retrocessa in Kolmonen 2026
Note:
Tre punti a vittoria, uno a pareggio, zero a sconfitta.

### Gruppo B
|  | Pos. | Squadra           | Pt | G  | V | N | P  | GF | GS | DR  |
|  | ---- | ----------------- | -- | -- | - | - | -- | -- | -- | --- |
|  | 7.   | MuSa              | 21 | 18 | 6 | 3 | 9  | 34 | 39 | +5  |
|  | 8.   | PPJ               | 20 | 18 | 6 | 2 | 10 | 38 | 37 | +1  |
|  | 9.   | NJS               | 18 | 18 | 4 | 6 | 8  | 28 | 40 | -12 |
|  | 10.  | Atlantis/Akatemia | 5  | 18 | 1 | 2 | 15 | 17 | 80 | -63 |

Legenda:
      Retrocessa in Kolmonen 2026
Note:
Tre punti a vittoria, uno a pareggio, zero a sconfitta.

### Gruppo C
|  | Pos. | Squadra      | Pt | G  | V | N | P  | GF | GS | DR  |
|  | ---- | ------------ | -- | -- | - | - | -- | -- | -- | --- |
|  | 7.   | Hercules     | 12 | 16 | 4 | 0 | 12 | 26 | 53 | -27 |
|  | 8.   | Närpes Kraft | 11 | 16 | 3 | 2 | 11 | 25 | 37 | -12 |
|  | 9.   | VIFK         | 9  | 16 | 2 | 3 | 11 | 27 | 49 | -22 |
|  | 10.  | Kuopion Elo  | 0  | 0  | 0 | 0 | 0  | 0  | 0  | 0   |

Legenda:
      Retrocessa in Kolmonen 2026
Note:
Tre punti a vittoria, uno a pareggio, zero a sconfitta.

## Spareggi
Vengono giocati 2 tornei composti da due semifinali e una finale, con partite di andata e ritorno. Le due vincenti vengono promosse in Ykkönen.
|  | Semifinali  | Semifinali  | Semifinali  |  |  | Finale | Finale | Finale |  |
|  |             |             |             |  |  |        |        |        |  |
|  | Sconosciuta |             |             |  |  |        |        |        |  |
|  |             |             |             |  |  |        |        |        |  |
|  | Sconosciuta |             |             |  |  |        |        |        |  |
|  |             | Sconosciuta |             |  |  |        |        |        |  |
|  |             |             |             |  |  |        |        |        |  |
|  |             |             | Sconosciuta |  |  |        |        |        |  |
|  | Sconosciuta |             |             |  |  |        |        |        |  |
|  |             |             |             |  |  |        |        |        |  |
|  | Sconosciuta |             |             |  |  |        |        |        |  |

|  | Semifinali  | Semifinali  | Semifinali  |  |  | Finale | Finale | Finale |  |
|  |             |             |             |  |  |        |        |        |  |
|  | Sconosciuta |             |             |  |  |        |        |        |  |
|  |             |             |             |  |  |        |        |        |  |
|  | Sconosciuta |             |             |  |  |        |        |        |  |
|  |             | Sconosciuta |             |  |  |        |        |        |  |
|  |             |             |             |  |  |        |        |        |  |
|  |             |             | Sconosciuta |  |  |        |        |        |  |
|  | Sconosciuta |             |             |  |  |        |        |        |  |
|  |             |             |             |  |  |        |        |        |  |
|  | Sconosciuta |             |             |  |  |        |        |        |  |